# اتو هوفر
اتو هوفر (انگلیسی: Otto Hofer؛ زادهٔ ۲۸ ژوئن ۱۹۴۴) ورزشکار اهل سوئیس است.
وی در مسابقات کشوری و بین‌المللی در مجموع برندهٔ ۴ مدال نقره، ۳ مدال برنز شده‌است.